# VdW südwest
Der Verband der Südwestdeutschen Wohnungswirtschaft e.V., kurz: VdW südwest, ist ein regionaler Fach- und Interessenverband der Wohnungswirtschaft. Zu seinen Mitgliedern gehören rund 200 genossenschaftliche Wohnungsunternehmen sowie kommunale beziehungsweise öffentliche, private und kirchliche Wohnungsgesellschaften aus Hessen und dem südlichen Rheinland-Pfalz. Sie verwalten und bewirtschaften circa 400.000 Wohnungen, die von  rund 1 Million Menschen bewohnt werden. Zu den Mitgliedern gehören unter anderem als kommunale/öffentliche Unternehmen die Nassauische Heimstätte, die ABG Frankfurt Holding GmbH, die GWH Wohnungsgesellschaft Hessen, die Bauverein AG und die Wohnbau Mainz. Genossenschaftliche Mitglieder sind unter anderem die VBS eG Frankfurt und die Vereinigte Wohnstätten 1889 eG Kassel, auf kirchlicher Seite das Gemeinnützige Siedlungswerk.
Als Regionalverband des GdW Bundesverband deutscher Wohnungs- und Immobilienunternehmen hat der VdW südwest seinen Hauptsitz in Frankfurt am Main. Vorstände des Verbands sind  Dr. Axel Tausendpfund (Verbandsdirektor) und Claudia Brünnler-Grötsch (Prüfungsdirektorin).

## Geschichte
Die Wurzeln des Verbands reichen zurück bis zum Anfang des 20. Jahrhunderts. Das genossenschaftlich organisierte Wohnungswesen gewann zu dieser Zeit zunehmend an Bedeutung, da es für die Arbeiterklasse in deutschen Großstädten vermehrt an Wohnraum mangelte.
Im Dezember 1903 schlossen sich zwölf gemeinnützige Baugenossenschaften zum Verband der Bauvereine im Großherzogtum Hessen (später in Hessen) zusammen. 1907 gründete sich zudem der Verband der Baugenossenschaften von Hessen-Nassau. Beide Verbände wurden 1935 zum Verband hessischer Wohnungsunternehmen (Baugenossenschaften und -gesellschaften) e.V. zusammengefasst. Da 1936 auch Wohnungsunternehmen des Saarlands und 1937 auch die der bayerischen Rheinpfalz hinzukamen, wurde der Name in Verband Südwestdeutscher Wohnungsunternehmen (Baugenossenschaften und -gesellschaften) e.V. geändert.
Im Zweiten Weltkrieg verloren viele Mitgliedsunternehmen große Teile ihres Wohnungsbestands. 1947 gelang die Reorganisation des Verbandes, der 1950 dann auch die erneute Zulassung als genossenschaftlicher Prüfungsverband erhielt. Das Verbandsgebiet umfasste nun das Bundesland Hessen und Teile von Rheinland-Pfalz. Die Wohnungsunternehmen des Saarlands gehörten nicht mehr dazu.
Mit dem Wegfall der Gemeinnützigkeit im Jahr 1990 wurden die verschiedenen Funktionsbereiche auf den Prüfungsverband der Südwestdeutschen Wohnungsunternehmen (PSW und später PdW südwest) und auf den Verband der Südwestdeutschen Wohnungswirtschaft (VSW und später VdW südwest) aufgeteilt. Beide bildeten aber weiterhin eine Bürogemeinschaft. Seit Anfang 2003 agieren die Verbände wieder einheitlich als VdW südwest – Verband der Südwestdeutschen Wohnungswirtschaft e.V.

## Ziele
Die Arbeit des VdW südwest ist darauf ausgerichtet, für die Mitgliedsunternehmen die bestmöglichen Rahmenbedingungen zu schaffen, damit sie ihren Mieterinnen und Mietern attraktiven und bezahlbaren Wohnraum zur Verfügung stellen können. Als eine der dringendsten sozialen Herausforderungen der heutigen Zeit wird die Schaffung bezahlbaren Wohnraums in einem Spannungsfeld mit Themen wie Klimaschutzvorgaben im Gebäudebereich, steigenden Baupreisen, Verfügbarkeit von Bauland, Dauer von Genehmigungsverfahren und der Gewährung und Ausgestaltung von Förderungen gesehen. Der VdW südwest vermittelt zwischen Entscheidern aus Politik, Wirtschaft und Gesellschaft, um die Sensibilität für die Erfordernisse erschwinglicher Mieten für Gering- und Normalverdiener zu erhöhen. Er strebe außerdem an, gemeinsam Lösungen zu entwickeln, die sozialen, ökonomischen und ökologischen Anforderungen gerecht werden. Dabei ist der Verband auch in verschiedenen Bündnissen, Arbeitsgemeinschaften und Allianzen aktiv. Er bringt Meinungen zudem in Fachveranstaltungen, Expertenrunden und politische Diskussionsforen ein.

## Aufgaben und Dienstleistungen
Zu den Aufgaben des Verbands gehört neben der politischen Interessenvertretung in Hessen und Rheinland-Pfalz auch die Prüfung von Genossenschaften. Als genossenschaftlicher Prüfungsverband führt der VdW südwest die durch das Genossenschaftsgesetz vorgeschriebenen Prüfungen der Wohnungsgenossenschaften ebenso wie Wirtschaftsprüfung und Beratung für andere Wohnungs- und Immobilienunternehmen durch. Aufsichtsbehörde des Verbands ist das Hessische Ministerium für Wirtschaft, Energie, Verkehr und Wohnen.
Darüber hinaus bietet der Verband seinen Mitgliedern folgende Dienstleistungen an:
- Rechtsberatung
- Beratung und Unterstützung rund um technische und bauliche Fragen
- Beratung und Unterstützung rund um die Digitalisierung / Kompass für die digitale Transformation
- Beratung und Unterstützung zu Klimaschutz- und Nachhaltigkeitsfragen
- Berufliche Bildung und Personalentwicklung

## Kooperationen
Erweitert wird das Portfolio durch Kooperationen mit Unternehmen aus der Verbandsgruppe und weiteren Partnern:
- Domizil-Revisions AG: Wirtschaftsprüfung und Steuerberatung[10]
- TdW südwest: genossenschaftliche Treuhandstelle, Portfolio der kaufmännischen Wohnungswirtschaft[11]
- ASW südwest: Versicherungen und Finanzfragen[12]
- EBZ Südwest: Europäisches Bildungszentrum der Wohnungs- und Immobilienwirtschaft[13]
- DESWOS: Bekämpfung von Wohnungsnot und Armut in Entwicklungsländern[14]
- AGV: Arbeitgeberverband der Deutschen Immobilienwirtschaft[15]

## Publikationen und Medien
Regelmäßige Informationen erhalten die Mitgliedsunternehmen über folgende Publikationen und Medien:
- Mitgliedermagazin „VdWaktuell“ (quartalsweise)[16]
- E-Mail-Newsletter „VdW südwest News“ (wöchentlich)
- Rundschreiben zu Top-Themen (30–40 pro Jahr)
- Jahresbericht[17]

## Kodex der Südwestdeutschen Wohnungswirtschaft
Als erster Verband der Immobilienwirtschaft hat der VdW südwest im Juni 2020 einen Verbändekodex mit belastbaren Selbstverpflichtungen eingeführt: den „Kodex der Südwestdeutschen Wohnungswirtschaft“. In Wirtschaft und Politik stieß er auf viel positive Resonanz.
Der Kodex soll die soziale – und damit verknüpft auch die ökologische – Verantwortung der Unternehmen in den Fokus rücken. Die Unterzeichner verpflichten sich auf neun Punkte, an denen sie sich messen lassen wollen. Dabei sollen die Mieterinnen und Mieter im Mittelpunkt jeder Handlung stehen. Dabei werden auch konkrete Vorgaben gestellt, zum Beispiel das Versprechen, die Bestandsmieten jährlich im Durchschnitt nicht mehr als zwei Prozent anzuheben.
Die Unternehmen, die bisher dem Kodex beigetreten sind, decken in der Summe mehr als 250.000 Wohnungen ab, die im Verband organisiert sind. Damit können von dem Kodex über eine halbe Million Mieterinnen und Mieter in Hessen und Rheinland-Pfalz profitieren.
Der Kodex wurde als Print- und Online-Publikation publiziert.